# Ruthiella oblongifolia
Ruthiella oblongifolia là loài thực vật có hoa trong họ Hoa chuông. Loài này được (Diels) Steenis miêu tả khoa học đầu tiên năm 1965.